# Landschaftsschutzgebiet Heckenlandschaft südlich Horn

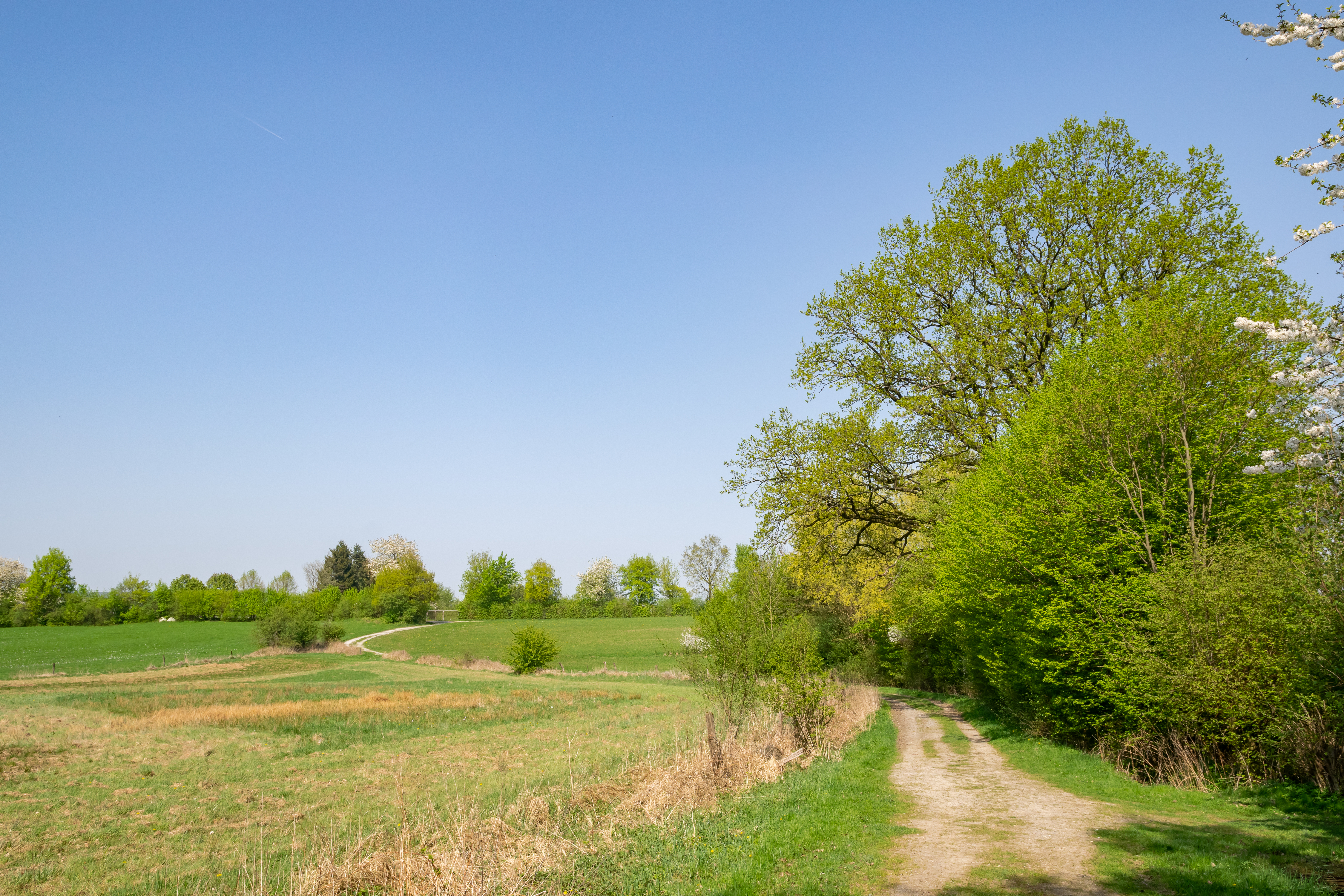
Landschaftsschutzgebiet Heckenlandschaft südlich Horn

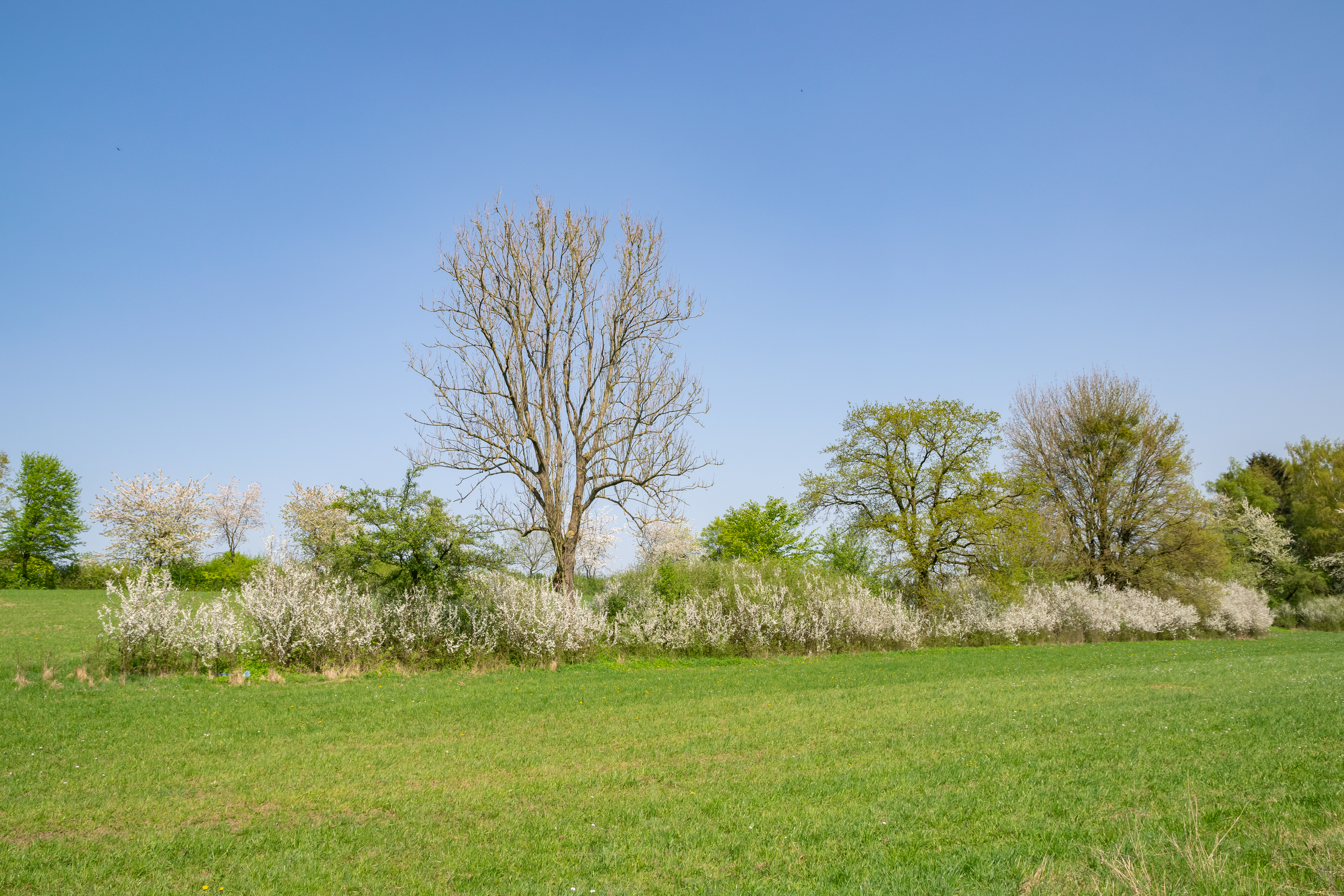
Heckenbereich im Landschaftsschutzgebiet

Das Landschaftsschutzgebiet Heckenlandschaft südlich Horn mit etwa 11 ha Flächengröße liegt im Stadtgebiet von Horn-Bad Meinberg. Es wurde 2005 mit dem Landschaftsplan  Nr. 10 Horn-Bad Meinberg/Schlangen durch den Kreistag des Kreises Lippe als Landschaftsschutzgebiet (LSG) ausgewiesen.

## Beschreibung
Das Landschaftsschutzgebiet liegt südlich vom Schulzentrums von Horn. Die B 1 liegt südlich, knapp außerhalb des LSG. Das LSG umfasst einen Biotopkomplex aus  Hecken, Baumgruppen und sonstigen Gehölzelementen. Im reichhaltig gegliederten Schutzgebiet stehen im Grünland geradlinig und parallel verlaufende Hecken. Die Hecken werden von alten Stieleichen überragt. Teils stehen Obstbäume und Baumgruppen im Grünland. Im LSG liegen mehrere Teiche.

## Schutzzwecke für das LSG
Laut Landschaftsplan erfolgte die Ausweisung des LSG
- „zur Erhaltung der Leistungsfähigkeit des Naturhaushaltes,“
- „zur Erhaltung und Wiederherstellung eines Waldbereiches mit unterschiedlichen Feuchtestufen,“
- „zur Erhaltung eines Waldkomplexes in der Zerfallphase, wegen der Eigenart und Schönheit des alten Hudewaldes,“
- „zur Sicherung der das Landschaftsbild prägenden Alt- und Totholzbestände.“[1]

## Rechtliche Vorschriften
Im Landschaftsschutzgebiet ist unter anderem das Errichten bzw. Anlegen von Bauten und Fischteichen verboten. Grün- und Brachland darf nicht in eine andere Nutzungsart umgewandelt oder umgebrochen werden. Es ist im LSG verboten, Hunde frei laufen zu lassen, ausgenommen ist die ordnungsgemäße Jagd und Hof- und Gartenbereiche. Obstbäume auf Obstwiesen und Einzelbäume dürfen nur gefällt werden, wenn dies einvernehmlich mit der Unteren Landschaftsbehörde abgestimmt wurde und entsprechende Ersatzbäume gepflanzt werden.